# Ecnomiohyla thysanota
Ecnomiohyla thysanota és una espècie de granota que viu a Panamà i, possiblement també, a Colòmbia.